# Palus Putredinis
Palus Putredinis (Latijn, moeras van de verrotting) is het gebied op de naar de aarde toegekeerde kant van de Maan dat gelegen is in het zuidoostelijk gedeelte van Mare Imbrium, tussen de walvlakte Archimedes en Montes Apenninus (het Apennijnengebergte). In het meest oostelijke gedeelte van Palus Putredinis bevindt zich de landingsplaats van Apollo 15, tussen de bergen Mons Hadley en Mons Hadley δ (Mons Hadley delta) die beide deel uitmaken van Montes Apenninus. De benaming Palus Putredinis komt van Giovanni Battista Riccioli.

## De naamloze tweelingkratertjes ten westen vanHill 305
Een merkwaardig telescopisch testobject vormt de tweeling bestaande uit het koppel komvormige kratertjes ten westen van het zuidelijk gedeelte van de Fresnel ridge (het zuidelijkste gedeelte van Promontorium Fresnel, dat gedurende de missie van Apollo 15 Hill 305 werd genoemd). Dit koppel komvormige kratertjes heeft nooit een erkende benaming gekregen, maar vormt wel een ideaal object om de optische eigenschappen van telescopen te testen. Zoals met een dubbelster waarvan beide componenten zeer dicht bij elkaar staan maar toch optisch gescheiden kunnen worden, zo kunnen beide kratertjes van het tweelingpaar mits uiterst gunstige atmosferische omstandigheden alsnog gescheiden worden. De beste momenten om dit experiment uit te voeren zijn kort na de lokale zonsopkomst en kort voor de lokale zonsondergang omdat gedurende deze momenten de schaduwvorming in de kratertjes het grootst is. Deze tweelingkratertjes zijn niet afgebeeld op kaart 22 in Antonin Rukl's Atlas of the Moon.

## Ann, Ian, Kathleen, Michael, Patricia en Vladimir
Deze voornamen werden kort na het beëindigen van het Apolloprogramma in 1972 gegeven aan kleine merkwaardige details in het systeem van Rimae Archimedes in Palus Putredinis. Ook de namen Fossa Tetrazzini en Rima Mozart werden daar aan toegevoegd. Deze twee namen werden echter niet erkend door de Internationale Astronomische Unie (IAU), waardoor ze enkel op de Topophotomap met het nummer 41A3S1(50) te vinden zijn. Van deze acht oppervlakteformaties kan enkel de langwerpige depressie Kathleen met elk type amateurtelescoop worden waargenomen. De formatie Kathleen is weergegeven op kaart 22 in Antonin Rukl's maanatlas, maar de benaming ontbreekt.